# Lars Björkbom
Lars Leonard Björkbom, född 1 januari 1931 i Stockholm, död 8 december 2020 i Oscars distrikt i  Stockholm, var en  svensk diplomat.
Björkbom arbetade med internationellt kulturutbyte inom Svenska Institutet, i svenska beskickningar samt med miljöfrågor inom Regeringskansliet och Naturvårdsverket där han ledde förhandlingar om internationella överenskommelser gällande utsläppsbegränsningar av gränsöverskridande luftföroreningar.
Björkbom studerade ekonomisk historia vid London School of Economics och blev fil. lic. vid Stockholms universitet 1960. År 1964 anställdes han som biträdande direktör vid Svenska Institutet, där han bl.a. ansvarade för film och AV-media. År 1977 utsågs han till ambassadråd vid Sveriges ambassad i Warszawa varefter han år 1981 fortsatte inom Utrikesdepartementet som departementsråd med ansvar för internationella miljö- och naturresursfrågor År 1990 övergick han till Naturvårdsverket för att med tjänsteställning som ambassadör ansvara för den internationella verksamheten. Han upprätthöll tjänsten till sin pensionering.
Björkbom var ordförande för Working Group on Strategies inom FN:s . The Convention on Long-Range Transboundary Air Pollution (CLRTAP) förkortat som Air Convention ledde framgångsrika förhandlingar med ingående länder om minskning av utsläppen av de försurande luftföroreningarna svaveldioxid och kvävedioxid utsläppsbegränsningar för bly, kvicksilver och kadmium från bl.a. sopförbränningsstationer och förbud för tillverkning av PCB och DDT och andra svårnedbrytbara organiska miljögifter samt om förbud för användning av de ozonskiktförstörande klorfluorkarbonerna. Verksamheten är sammanfattad av honom vid en Workshop on future needs for regional air pollution strategies i Saltsjöbaden 10-12 april 2000.